# Слобідсько-Кульчієвецька сільська рада
Слобі́дсько-Кульчієве́цька сільська́ ра́да — адміністративно-територіальна одиниця та орган місцевого самоврядування в Кам'янець-Подільському районі Хмельницької області. Адміністративний центр — село Слобідка-Кульчієвецька.

## Загальні відомості
Слобідсько-Кульчієвецька сільська рада утворена в 1923 році.
- Територія ради:  147.6 км 2
- Населення ради: 13842  (станом на 2023 рік)
- Територією ради протікає річка Мушка

## Населені пункти
Слобідсько-Кульчієвецька сільська рада
- село Слобідка-Кульчієвецька
- село Баговиця
- село Мукша Китайгородська

Врубловецький старостат
- село Врублівці
- село Станіславівка
- село Яруга

Устянський старостат
- село Устя
- село Велика Слобідка
- село Мала Слобідка
- село Тарасівка
- село Цвіклівці Другі
- село Шутнівці

Кам’янський старостат
- село Кам'янка
- село Оленівка
- село Боришківці

Кульчієвецький старостат
- село Кульчіївці
- село Калиня
- село Суржинці
- село Фурманівка

- село Княжпіль

Панівецький старостат
- село Панівці
- село Зубрівка
- село Цибулівка

## Склад ради
Рада складається з 22 депутатів та голови.
- Голова ради: Волощук Юрій Володимирович
- Секретар ради: Кармаш Ігор Петрович

### Депутати
За результатами місцевих виборів 2010 року депутатами ради стали:

#### За суб'єктами висування
| Суб'єкт висування                         | Кількість обраних депутатів | %    |
| ----------------------------------------- | --------------------------- | ---- |
| Самовисування                             | 18                          | 81,8 |
| Політична партія «Сильна Україна»         | 2                           | 9,1  |
| Партія промисловців і підприємців України | 1                           | 4,5  |
| Політична партія «Фронт Змін»             | 1                           | 4,5  |

#### За округами
| № округу                                  | Прізвище, ім'я, по батькові         | Дата визнання обраним | Освіта             | Партійна приналежність                         | Відомості про обраного депутата                               |
| ----------------------------------------- | ----------------------------------- | --------------------- | ------------------ | ---------------------------------------------- | ------------------------------------------------------------- |
| Партія промисловців і підприємців України |                                     |                       |                    |                                                |                                                               |
| 1                                         | Бабелюк Володимир Юхимович          | 16.11.2010            | вища               | член Партії промисловців і підприємців України | приватний підприємець                                         |
| Політична партія «Сильна Україна»         |                                     |                       |                    |                                                |                                                               |
| 7                                         | Смірнова Тетяна Броніславівна       | 16.11.2010            | середня спеціальна | член Політичної партії «Сильна Україна»        | Сл.-Кульчиєвецька сільська рада, секретар                     |
| 11                                        | Сморжевська Ольга Яниківна          | 16.11.2010            | середня спеціальна | член Політичної партії «Сильна Україна»        | приватний підприємець                                         |
| Політична партія «Фронт Змін»             |                                     |                       |                    |                                                |                                                               |
| 10                                        | Войцехівський Андрій Вікторович     | 16.11.2010            | вища               | член Політичної партії «Фронт Змін»            | Страхова група «ТАС», менеджер з продажу                      |
| Самовисування                             |                                     |                       |                    |                                                |                                                               |
| 2                                         | Заболотний Олексій Олексійович      | 16.11.2010            | вища               | позапартійний                                  | Котельня, сезонний опертор                                    |
| 3                                         | Корчинський Віталій Антонович       | 16.11.2010            | вища               | позапартійний                                  | Податкова служба, радник                                      |
| 4                                         | Берчук Оксана Броніславівна         | 16.11.2010            | середня спеціальна | член Всеукраїнського об'єднання «Батьківщина»  | фельдшерсько-акушерський пункт, завідувач                     |
| 5                                         | Ромарнюк Олег Володимирович         | 10.01.2011            | середня спеціальна | позапартійний                                  | тимчасово не працює                                           |
| 6                                         | Білега Олександр Анатолійович       | 16.11.2010            | вища               | позапартійний                                  | Кам'нець-Подільська міська рада, завідувач загального відділу |
| 8                                         | Садовська Людмила Петрівна          | 10.01.2011            | середня спеціальна | позапартійна                                   | приватний підприємець                                         |
| 9                                         | Алексійчук Олександр Анатолійович   | 16.11.2010            | вища               | позапартійний                                  | Кам.-Под. РВ УМВСУ                                            |
| 12                                        | Машталер Володимир Володимирович    | 16.11.2010            | середня спеціальна | позапартійний                                  | тимчасово не працює                                           |
| 13                                        | Андрухович Петро Миколайович        | 16.11.2010            | вища               | позапартійний                                  | приватний підприємець                                         |
| 14                                        | Залізецька Тетяна Миколаївна        | 16.11.2010            | вища               | позапартійна                                   | вчитель початкових класів                                     |
| 15                                        | Кшемінський Андрій Миколайович      | 16.11.2010            | середня спеціальна | позапартійний                                  | приватний підприємець                                         |
| 16                                        | Кравзюк Петро Іванович              | 16.11.2010            | вища               | позапартійний                                  | приватний підприємець                                         |
| 17                                        | Пахолок Євгенія Іванівна            | 16.11.2010            | середня спеціальна | член Всеукраїнського об'єднання «Батьківщина»  | Сл.-Кульчиєвецька сільська рада, касир                        |
| 18                                        | Сорока Михайло Олександрович        | 16.11.2010            | середня спеціальна | позапартійний                                  | приватний підприємець                                         |
| 19                                        | Яловик Володимир Володимирович      | 16.11.2010            | середня            | член Всеукраїнського об'єднання «Батьківщина»  | тимчасово не працює                                           |
| 20                                        | Монастирська Катерина Володимирівна | 16.11.2010            | середня            | член Всеукраїнського об'єднання «Батьківщина»  | ЗАТ «К-П Хлібзавод», пекар                                    |
| 21                                        | Рачинський Василь Миколайович       | 10.01.2011            | середня спеціальна | позапартійний                                  | тимчасово не працює                                           |
| 22                                        | Кіндзерський Михайло Вікторович     | 16.11.2010            | середня спеціальна | позапартійний                                  | тимчасово не працює                                           |